# Нешков, Николай Захарович
Николай Захарович Нешков (5 мая 1916, дер. Крюково, Черниговская губерния — 8 июня 1944, Польша) — советский военнослужащий, участник Великой Отечественной войны, Герой Советского Союза, офицер разведки 616-го стрелкового полка 194-й стрелковой дивизии 48-й армии 1-го Белорусского фронта, капитан.

## Биография
Родился 5 мая 1916 года в деревне Крюково (ныне — Стародубского района Брянской области) в крестьянской семье. Русский. Член ВКП с 1942 года. Окончил Стародубское педагогическое училище. Работал учителем в Борзинском районе Читинской области.
В Красной Армии с октября 1939 года. На фронтах Великой Отечественной войны с июля 1941 года.
Офицер разведки 616-го стрелкового полка капитан Николай Нешков во главе группы 8 июня 1944 года в районе населённого пункта Лиза Стара, ворвавшись в траншею противника, взял в плен 6 гитлеровцев, в том числе офицера. Но сам погиб в этом бою.
Похоронен в населённом пункте Топчево, в 36 километрах юго-западнее польского города Белосток.

## Награды
Указом Президиума Верховного Совета СССР от 24 марта 1945 года капитану Нешкову Николаю Захаровичу посмертно присвоено звание Героя Советского Союза.
Награждён орденом Ленина, орденами Красного Знамени, Отечественной войны 1-й степени, Красной Звезды, медалью.

## Память
Навечно зачислен в списки воинской части. Имя Героя носит школа № 43 в городе Борзя Читинской области. Его имя выбито золотыми буквами на стене Зала памяти в Музее Великой Отечественной войны на Поклонной горе в городе-герое Москве.